# Plešivec (Krušné hory)
Plešivec (německy Pleßberg) je nefelinitová kupa v Krušných horách s nadmořskou výškou 1 029 metrů s příkrými svahy tvořenými suťovými poli, dva kilometry jihovýchodně od Abertam. Jedná se o denudační pozůstatek lávového příkrovu zalesněný smrkovou monokulturou. Na jižním úbočí hory stávala osada Plešivec založená v 18. století.

## Vrchol

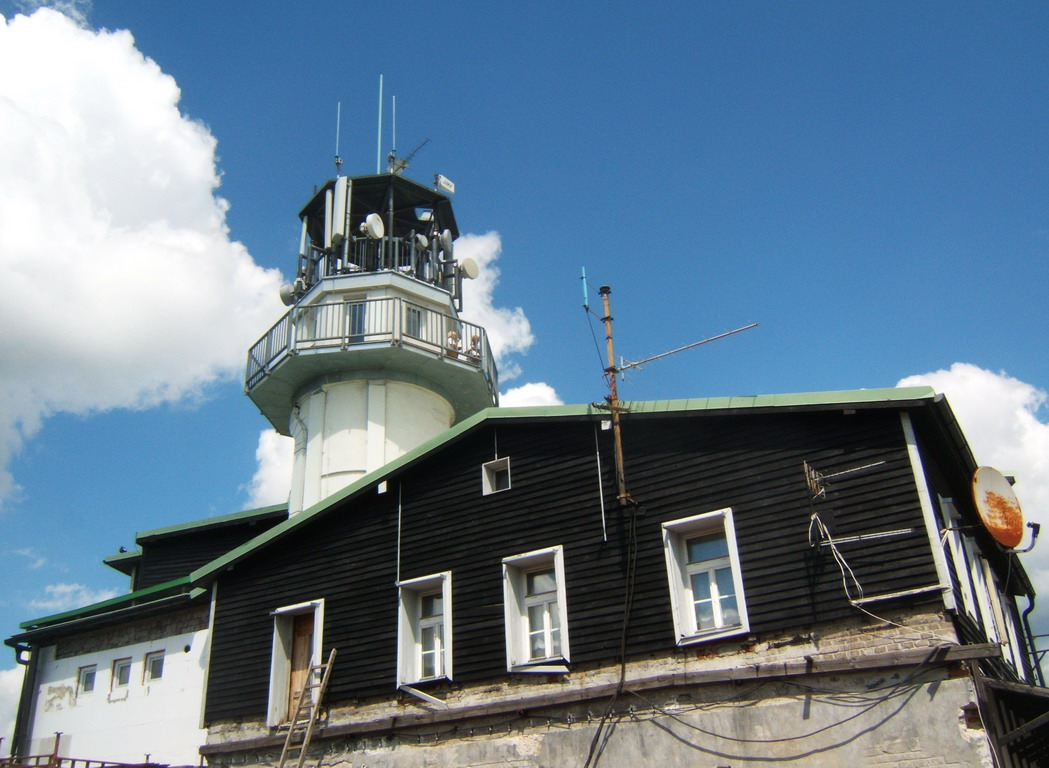
Rozhledna na vrcholu Plešivce

Na vrcholu stojí hotel Plešivec s restaurací a veřejně přístupnou vysokou kamennou rozhlednou. Dne 28. srpna 2010 byl na vrcholu otevřen Areál Plešivec, jehož součástí jsou kromě hotelu a rozhledny také lanový park, půjčovna koloběžek a další atrakce. Na svazích hory se nachází několik sjezdovek a od roku 2020 i traily pro horská kola. Obojí obsluhuje několik lanovek.

## Rozhledna
Přípravné práce na stavbu rozhledny byly zahájeny v závěru roku 1894, kdy se na saních začal vytahovat materiál, aby se na jaře 1895 mohlo začít stavět. Stavba trvala čtyři měsíce a slavnostní otevření šestnáct metrů vysoké rozhledny proběhlo 4. srpna 1895. Z rozhledny lze spatřit ostatní vrcholky Krušných hor, Doupovské hory, Slavkovský les, Dyleň i Chebskou pánev.

## Přístup
Na vrchol vede silnice z Abertam, kterou kopíruje cyklotrasa č. 2002. Turisté mohou využít zeleně značenou cestu z Abertam (3 km), modře značenou cestu ze Pstruží (3 km s převýšením 350 m) nebo naučnou stezku z Merklína (6 km).